# Hugo Göring
Hugo Göring (* 28. Dezember 1849 zu Berka/Werra; † nach 1935) war ein deutscher Literaturwissenschaftler, Publizist, Theosoph und Reformpädagoge. Er gehörte Ende des 19. Jahrhunderts gemeinsam mit William Preyer zu den Kritikern des deutschen Schulwesens. In seinem Programm einer „neuen deutschen Schule“ vertrat er eine kulturkritische, aber auch nationalistische Konzeption einer noten- und prüfungsfreien Schule, die nationale Werte vermitteln sollte.

## Leben und Wirken
Nach einem Studium in Jena unterrichtete Göring von 1878 bis 1882 als Oberrealschullehrer deutsche Sprache an der Gewerbeschule zu Basel. Er lehrte auch als Dozent an der Universität Basel, wo er sich 1880 mit einer Arbeit über Johann Bernhard Basedow habilitiert hatte. Anschließend lebte er als Privatgelehrter und Schriftsteller an verschiedenen Orten, vorzugsweise in Berlin. Für den Stuttgarter Cotta Verlag gab er von 1883 bis 1885 eine Ausgabe von Gotthold Ephraim Lessings sämtlichen Werken in zwanzig Bänden heraus.
Nach dem Tod Wichard Langes übernahm Göring die Leitung der Zeitschrift Rheinische Blätter für Erziehung und Unterricht und stand in persönlicher Verbindung mit Bertha von Marenholtz-Bülow. Er gehörte neben Hermann Cohn, Carl Schmelzer und William Preyer zu den tragenden Mitgliedern des im April 1889 gegründeten Allgemeinen deutschen Verein für Schulreform „Die neue Deutsche Schule“. In drei Jahrgängen bis 1892 gab er die Zeitschrift Die Neue Deutsche Schule heraus. 1890 stellte er in der Schrift  Die neue deutsche Schule. Ein Weg zur Verwirklichung vaterländischer Erziehung sein Konzept einer „neuen deutschen Schule“ vor. Ausgehend vom Gedanken der kindlichen Entwicklung im Sinne von Preyers „Psychogenesis“ forderte Göring darin, dass in einem abgegrenzten pädagogischen Schonraum den Gefahren der Dekadenz der modernen Kultur vorgebeugt werden sollte. Die allgemeinen Zielsetzungen lauteten: „Die ‚Deutsche Schule‘ strebt vor allem darnach, religiöse Gesinnung, strenges Pflichtgefühl, Wahrhaftigkeit und Vaterlandsliebe zu pflegen.“ Dies sollte im reformpädagogischen Geist ohne Hausaufgaben Zensuren und Prüfungen geschehen. Göring sah darin auch einen „wichtigen Factor in der Socialreform“, um „der Sozialdemokratie und jeder Umsturzbewegung“ den Boden zu entziehen und zur Entwicklung des „Staates zu einem erstrebenswerten Militärstaat“ beizutragen. Der Erziehungswissenschaftler Jürgen Oelkers sieht in Görings Schrift das antizipiert, was Hermann Lietz später als „Landerziehungsheim“ konzipierte.
Göring war Redakteur der theosophischen Zeitschrift Sphinx und wurde im Herbst 1894 für kurze Zeit Präsident der Deutschen Theosophischen Gesellschaft. Auch gab er die 30-bändige Reihe Theosophische Schriften heraus.

## Veröffentlichungen

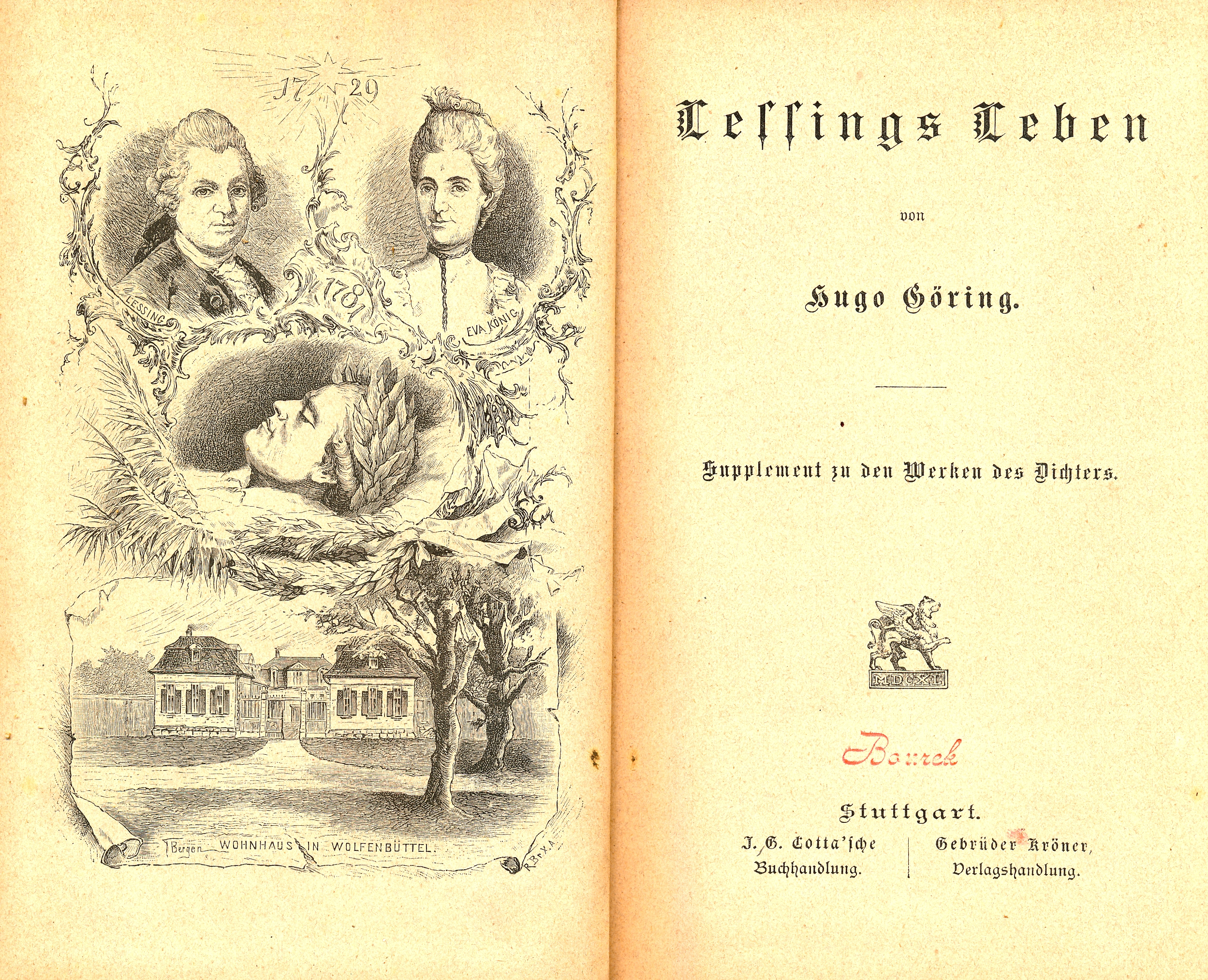
Lessings Leben. Cotta, Stuttgart 1881 (Doppel-Titelseite)

- Leibniz als Erzieher. Ein Beitrag zur Geschichte der Pädagogik. In: Deutsche Blätter für erziehenden Unterricht.5 (1878) 1878, S. 93–96, 101–104, 109–112, 117–120.
- Sophie Germain. Ein Lebensbild aus der Geschichte der Philosophie. F. Wittmer, Basel 1879.
- J.B. Basedow's Ausgewählte Schriften. Mit Basedow's Biographie, Einleitungen und Anmerkungen. H. Beyer & Söhne, Langensalza 1880.
- Lessings Leben. Cotta, Stuttgart 1882.
- (Hrsg.): Isaak Iselins Pädagogische Schriften. Nebst seinem pädagogischen Briefwechsel mit Joh. Casp. Lavater und J. G. Schlosser ; zum Todessaeculariate Iselins, den 15. Juli 1882. Beyer, Langensalza 1882.
- (Hrsg.): Lessings Sämtliche Werke. In zwanzig Bänden. Cotta, Stuttgart 1883 ff.
- Ludwig Franz Adalbert Wimmer, der nordische Sprachforscher., Frankf. a. M. 1886.
- (Hrsg.): Die Neue Deutsche Schule. Monatsschrift für Begründung einer dem Zeitbedürfnis entsprechenden Jugendbildung. Verlagsanstalt und Druckerei Actien-Gesellschaft (vormals J. F. Richter), Hamburg 1889–1892.
- Die Quelle des Gedankens einer "Deutschen Schule." Beyer, Langensalza 1889.
- Sophie Germain und Clotilde de Vaux. Ihr Leben und Denken. Schröter & Meyer, Zürich 1889.
- Die neue deutsche Schule. Ein Weg zur Verwirklichung vaterländischer Erziehung. 2. Auflage. R. Voigtländer, Leipzig 1890.
- Bühnentalente unter Kindern. Beyer, Langensalza 1894.
- Erziehung zu religiösem Leben. Schwetschke, Braunschweig 1895.
- Franz Hartmann, ein Vorkämpfer der Theosophie. Schwetschke, Braunschweig 1895.
- Kuno Fischer als Litterarhistoriker. Beyer, Langensalza 1901.
- Von Kuno Fischers Geistesart. Ein Nachruf des Dankes. Beyer, Langensalza 1907.
- Geheimrat Dr. Karl Gerster. Eine biographische Skizze. Lüstenöder, Frankfurt a. M. 1914.
- Humanistische Bildung in Gerhard Buddes "deutschem Gymnasium". Den deutschen Schulbehörden und Studierenden empfohlen. Hahn, Hannover & Leipzig 1915.